# シギ・クトク
シギ・クトク（Šigi Qutuqu. 1179年 - 1183年、1260年 - 1264年）とは、草創期の頃から第4代皇帝（カアン）モンケの時代までモンゴル帝国に仕えた人物。『集史』などのペルシア語資料では、شيكى قوتوقو Shīkī Qūtūqū またはクトゥク・ノヤン قوتوقو نويان Qūtūqū Nūyān と呼ばれており、『元史』などの漢文資料では失吉忽禿忽、失乞刊忽都忽などとも記される。『元朝秘史』ではシギケン・クドゥク（失吉刊忽禿忽 Šigiken Qutuqu）などとも記されている。チンギス・カンの妻ボルテに育てられた。

## 概要

### 出自
シギ・クトクはモンゴル部の宿敵、タタル部の貴族出身であると伝えられている。『元朝秘史』によると1196年頃、モンゴル部とタタル部の間で小競り合いがあった時にタタル部の陣営に取り残されていた所を発見されたという。シギ・クトクは一目見て良い家柄の者だと知れる格好をしていたため、テムジン(後のチンギス・カン)は母ホエルンの下に連れてゆき、ホエルンはその場で彼を養子にしたという。シギ・クトクと同様にホエルンに育てられた者として、メルキト部のクチュ、ベスト部のココチュ、フーシン部のボロクルらがおり、この4名について『元朝秘史』はホエルンが「子供達のために、『昼は見る眼、夜は聞く耳』となってやることが、他の誰にできようか」と言って自らのゲルの中で養った、と記している。
一方で、『集史』タタル部族誌によると、チンギス・カンがタタル部族に掠奪遠征を行った時（当時はまだテムジンと呼ばれていた）、当時チンギス・カンにはまだ子供がおらず、妃のボルテがいつも子供を欲しがっていたが、チンギスはその道中にひとりの子供が置き去りになっているのを見付けて、これを拾い上げたという。チンギスはその子供をボルテの許に送り、ボルテはこれを我が子と同じように慈しみ育てたと言う。成長してチンギスに仕えてクトゥク・ノヤンとも呼ばれるようになったが、シギ・クトクはチンギスのことを「エチェ」 eče 、つまりモンゴル語で「父」と呼び、ボルテのことも「ベリゲン・エケ」 berigän eke /＝berigän〜berän〜bärgän、同じく「母なる兄嫁」と呼んでいたと伝えている。また、ボルテが死去した時、シギク・トゥクは彼女の墳墓を素手で叩き、「ああ、我らの善き母よ！（ay sayin eke manu）」と泣き叫んだという逸話を伝えている。チンギスが存命中、オゴデイはシギ・クトクのことを「兄」（aqa）と呼び、シギ・クトクはモンケよりも上位に自らの息子たちとともに列席していたという。
以上のように、『元朝秘史』と『集史』ではシギ・クトクの養母に関する記述が食い違う。ただし、『元朝秘史』でホエルンに育てられたとされるクチュとココチュの出自については『元朝秘史』以外に全く記載がなく、ボロクルが養子であったことを記す史料は他に全く存在しないこと、シギ・クトクについてもホエルンの養子とするよりもボルテの養子とする方が年代的に無理がないことなどから、『集史』の記述がより史実に近いと考えられている。

### 事蹟
1206年モンゴル帝国が成立すると、当時のモンゴル人にしては珍しくウイグル文字に通暁していたことを買われ、チンギス・カンによって大断事官(イェケ・ジャルグチ)に任命され、徴税を担当した。1215年に金の中都が開城した時、シギ・クトクはオングル・バウルチ、アルカイ・カサルとともに財宝庫の接収のため中都に派遣された。この時、オングル・バウルチとアルカイ・カサルは金朝留守のカダから金幣を受け取ったが、シギ・クトクは受け取らなかった。後にこの一件を知ったチンギス・カンはシギ・クトクを褒め称え、オングルとアルカイ・カサルらを叱責した。1219年に始まる大西征にも従軍し一軍を率いたものの、ホラズム軍にパルワーンの戦いで大敗を喫してしまう。これは西征におけるほとんど唯一といっていいモンゴル側の大敗だったが、シギ・クトクがチンギス・カンの義弟にあたることもあって罪には問われなかった。
『集史』チンギス・カン紀のチンギス・カンの諸将リストによると、トルイに与えられた諸軍のうち、シギ・クトクは右翼軍を支えたの千人隊長(ミンガン)のひとりとして列記されている。
チンギス・カンの死後もシギ・クトクはその子孫に仕え続けた。オゴデイ時代に入り、金が征服されると耶律楚材らとともに旧金領の戸籍を作り、税制を定めた。その後もモンケ即位時の大粛清を乗り切り、モンケに中都の大断事官に命じられている。晩年にクビライとアリクブケの間で帝位継承戦争が始まると、当時彼はカラコルムにいたためアリクブケ政権に味方した。結果としてアリクブケは継承戦争に敗れ、シギ・クトクがクビライに降伏したとき命は許されたものの不遇な晩年を送ったという。
モンゴル人には珍しく長寿だったようで、『集史』によると没した時は82歳であったという。『元朝秘史』では功臣表十七位に列している。